# Campeonato Sudamericano de Football 1946
Il Campeonato Sudamericano de Football 1946 fu la diciannovesima edizione della Copa América. Per il secondo anno consecutivo la rassegna continentale sudamericana andò in scena in forma straordinaria, senza cioè il trofeo in palio, ma comunque riconosciuta dalla CONMEBOL. Ad organizzarla fu l'Argentina dal 12 gennaio al 10 febbraio 1946.

## Città e stadi
Tre furono gli stadi che ospitarono le gare, tutti a Buenos Aires:
| Città        | Stadio                          |
| ------------ | ------------------------------- |
| Buenos Aires | Estadio Gasómetro               |
| Buenos Aires | Estadio Libertadores de América |
| Buenos Aires | Estadio Monumental de Núñez     |

## Nazionali partecipanti
| N° | Nazione   | Iscrizione CONMEBOL | Note                                             |
| -- | --------- | ------------------- | ------------------------------------------------ |
| 1  | Argentina | 1916                | Detentore Coppa America 1945 e nazione ospitante |
| 2  | Brasile   | 1916                |                                                  |
| 3  | Cile      | 1916                |                                                  |
| 4  | Uruguay   | 1916                |                                                  |
| 5  | Paraguay  | 1921                |                                                  |
| 6  | Perù      | 1925                | Rinuncia                                         |
| 7  | Bolivia   | 1926                |                                                  |
| 8  | Ecuador   | 1927                | Rinuncia                                         |
| 9  | Colombia  | 1936                | Rinuncia                                         |

## Formula
La formula prevedeva che le sei squadre partecipanti si affrontassero in un unico girone all'italiana, la cui prima classificata avrebbe vinto il torneo. Per ogni vittoria si attribuivano 2 punti, 1 per ogni pareggio e 0 per ogni sconfitta.

## Risultati
| Arbitro: | Vianna |

|                           |           |  |
| De la Mata 6’ Martino 43’ | Marcatori |  |

| Arbitro: | Macías |

|                             |           |  |
| Heleno 47’, 78’ Zizinho 65’ | Marcatori |  |

| Arbitro: | Vianna |

|            |           |  |
| Medina 34’ | Marcatori |  |

| Arbitro: | Valentini |

|                         |           |           |
| Araya 48’ Cremaschi 68’ | Marcatori | 77’ Rolón |

| Arbitro: | Madrid |

|                                                               |           |            |
| Labruna 34’, 89’ Méndez 39’, 60’ Salvini 75’, 84’ Loustau 79’ | Marcatori | 67’ Peredo |

| Arbitro: | De Nicola |

|                                   |           |                             |
| Jair 1’, 16’ Heleno 39’ Chico 44’ | Marcatori | 25’, 70’ Medina 37’ Vásquez |

| Arbitro: | Macías |

|                                                 |           |                                 |
| Genés 30’ Benítez Cáceres 44’ Villalba 67’, 88’ | Marcatori | 20’ (aut.) Coronel 42’ González |

| Arbitro: | Valentini |

|                                |           |               |
| Labruna 39’, 60’ Pedernera 65’ | Marcatori | 85’ Alcántara |

| Arbitro: | Madrid |

|                                     |           |  |
| Medina 1’, 25’, 30’, 78’ García 75’ | Marcatori |  |

| Arbitro: | Macías |

|             |           |              |
| Norival 63’ | Marcatori | 31’ Villalba |

| Arbitro: | Vianna |

|                                      |           |              |
| Pedernera 32’ Labruna 46’ Méndez 72’ | Marcatori | 59’ Riephoff |

| Arbitro: | Valentini |

|                                     |           |                    |
| Zizinho 4’, 41’, 46’, 71’ Chico 89’ | Marcatori | 84’ (rig.) Salfate |

| Arbitro: | Macías |

|                                  |           |            |
| Araya 9’, 39’ Cremaschi 49’, 78’ | Marcatori | 50’ Peredo |

| Arbitro: | Vianna |

|                            |           |                   |
| Villalba 37’ Rodríguez 75’ | Marcatori | 57’ R. Schiaffino |

| Arbitro: | Valentini |

|                 |           |  |
| Méndez 38’, 55’ | Marcatori |  |

## Classifica finale
| Pos. | Squadra   | Pt | G | V | N | P | GF | GS | DR  |
| ---- | --------- | -- | - | - | - | - | -- | -- | --- |
| 1.   | Argentina | 10 | 5 | 5 | 0 | 0 | 17 | 3  | +14 |
| 2.   | Brasile   | 7  | 5 | 3 | 1 | 1 | 13 | 7  | +6  |
| 3.   | Paraguay  | 6  | 5 | 2 | 1 | 2 | 8  | 8  | 0   |
| 4.   | Uruguay   | 4  | 5 | 2 | 0 | 3 | 11 | 9  | +2  |
| 5.   | Cile      | 4  | 5 | 2 | 0 | 3 | 8  | 11 | -3  |
| 6.   | Bolivia   | 0  | 5 | 0 | 0 | 5 | 4  | 23 | -19 |

## Classifica marcatori
7 gol
- Medina

5 gol
- Labruna e Méndez;
- Zizinho.

4 gol
- Villalba.

3 gol
- Heleno;
- Araya e Cremaschi.

2 gol
- Pedernera e Salvini;
- Peredo;
- Chico e Jair.

1 gol
- De la Mata, Loustau e Martino;
- González;
- Norival;
- Alcántara e Salfate;
- Benítez Cáceres, Genés e Rodríguez;
- García, Vázquez, Riephoff e Schiaffino.

Autoreti
- Coronel (pro Bolivia).

## Arbitri
- José Bartolomé Macías
- Mário Vianna
- Higinio Madrid
- Cayetano de Nicola
- Nobel Valentini